# The Raw Boned Psalms
The Raw Boned Psalms — дебютний демо-запис американського рок-гурту Marilyn Manson & the Spooky Kids, виданий наприкінці січня 1990 р. для вузького кола осіб наближених. Про існування релізу стало відомо лише після DVD «Розвінчання диявола» (англ. Demystifying the Devil) 2000 р., показаного під час короткого інтерв'ю з Олівією Ньютон Банді. Сайт Spookykids.net зв'язався з музикантом. За його словами, у стрічці можна побачити не його власну копію, запис зроблено протягом ранньої репетиції.
На обкладинці касети The Raw Boned Psalms зображено дитячий маршовий оркестр. Реліз оформлено в стилістиці 1960-их: квіти, символи миру, слово «love» тощо. Можна помітити Чарльза Менсона, який обнімає Мерілін Монро.

## Список пісень
Треклист точно невідомо. У документі, надісланому Скоттом Путескі Spookykids.net, колишній гітарист гурту зазначив, що у квітні 1990 вони записали «All Fall Down», першу пісню зіграну на репетиції разом з Банді. Відштовхуючись від ранніх бутлеґів, багато фанів припускають, що до демо-запису увійшли «Red (in My) Head», «Son of Man», «I.V.-T.V.» та «The Telephone».

## Учасники
- Мерілін Менсон — вокал, тексти пісень
- Дейзі Берковіц — гітара, програмування
- Олівія Ньютон Банді — бас-гітара